# Legrand Jazz
Albums de Michel Legrand
Legrand in Rio
(1958) The New I Love Paris
(1961)
Legrand Jazz : Michel Legrand dirige les géants du jazz américain est un album jazz sorti en France en 1959. Il réunit trois séances d’enregistrement réalisées en juin 1958 à New York avec plusieurs des meilleurs musiciens du moment, dont Miles Davis, John Coltrane, Bill Evans, Ben Webster et Donald Byrd. Tous les titres de l’album ont été choisis et arrangés par Michel Legrand, qui assuma également la direction des trois ensembles utilisés lors des séances.

## Genèse
En 1954, Michel Legrand avait fait paraître I Love Paris, qui fut pour Columbia Records une immense vente aux États-Unis dans la catégorie des disques de musique légère, genre dont la popularité battait alors son plein. Comme il s’agissait de son premier album, Legrand ne reçut toutefois aucun droit d’auteur pour ce succès, ce qui incita Columbia, en 1958, à lui offrir de faire un disque de son choix afin de le récompenser. Legrand opta pour un disque purement jazz, en collaboration avec des musiciens sélectionnés par lui. Il conçut pour l’occasion des textures orchestrales riches, qui visaient à embellir des mélodies connues ou traditionnelles, et à offrir ainsi une base renouvelée à l’improvisation des musiciens.

## Collaboration de Miles Davis
Miles Davis fit sur Legrand Jazz l’une de ses dernières apparitions en carrière comme sideman. Accompagné notamment par John Coltrane, Bill Evans et Paul Chambers, qui faisaient alors partie de son sextet, Davis contribua à « The Jitterbug Waltz », « 'Round Midnight », « Django » et « Wild Man Blues ». Comme le relate Michel Legrand : « Miles trônait alors au sommet du jazz new yorkais. Tout le monde me disait : “Il va venir à la séance et se tenir près de la porte en gardant sa trompette dans son étui fermé. Il va écouter pendant cinq minutes, et s’il aime la musique, il va s’asseoir, ouvrir son étui, et jouer […]. S’il n’aime pas, il va repartir et il ne reprendra plus jamais contact avec toi”. Je n’avais alors que vingt-quatre ans, et j’avais tellement peur que j’en avais des poussées de sueurs ! J’ai commencé à répéter avec l’orchestre. La porte s’est ouverte, et Miles a écouté près de la porte pendant cinq minutes. Puis il s’est assis, a ouvert son étui et a commencé à jouer. Après la première prise, il m’a demandé : “Michel, est-ce que mon jeu convient ?”. C’est comme ça que tout a débuté ».
Michel Legrand et Miles Davis collaborèrent de nouveau en 1990, lorsqu’ils coréalisèrent la bande originale du film Dingo.

## Réception
À sa sortie, Legrand Jazz fut salué par une critique enthousiaste dans le magazine Down Beat. Dom Cerulli lui décerna cinq étoiles sur un maximum de cinq, et, tout en louant la touche personnelle de Legrand, il rapprocha, sous le rapport de la puissance d’évocation, ses arrangements « plein d’imagination » de ceux réalisés par Gil Evans sur le classique Miles Ahead, paru en 1957. On notera comme l’un des traits les plus originaux des arrangements proposés par Legrand l’utilisation, inédite à l’époque dans le monde du jazz, du vibraphone comme instrument essentiellement rythmique.

## Titres
| No  | Titre                         | Auteur                                    | Enregistrement | Durée |
| --- | ----------------------------- | ----------------------------------------- | -------------- | ----- |
| 1.  | The Jitterbug Waltz           | Richard Jr. Maltby, Fats Waller           | 25 juin 1958   | 5:16  |
| 2.  | Stompin' At the Savoy         | Benny Goodman, Chick Webb, Edgar Sampson  | 30 juin 1958   | 2:22  |
| 3.  | 'Round Midnight               | Thelonius Monk, Cootie Williams           | 25 Juin 1958   | 5:51  |
| 4.  | Django                        | John Lewis                                | 25 juin 1958   | 3:21  |
| 5.  | Night in Tunisia              | Dizzy Gillespie, Frank Paparelli          | 30 juin 1958   | 5:51  |
| 6.  | In a Mist                     | Bix Beiderbecke                           | 30 juin 1958   | 4:12  |
| 7.  | Blue and Sentimental          | Mack Davis, Jerry Linvinston, Count Basie | 27 juin 1958   | 3:21  |
| 8.  | Don't Get Around Much Anymore | Duke Ellington                            | 27 juin 1958   | 7:15  |
| 9.  | Wild Man Blues                | Louis Armstrong, Jelly Roll Morton        | 25 juin 1958   | 5:57  |
| 10. | Nuages                        | Django Reinhardt                          | 27 juin 1958   | 2:32  |
| 11. | Rosetta                       | E. Hines, W.H. Woode                      | 27 juin 1958   | 3:17  |

## Musiciens

### Séance du 25 juin 1958
- Michel Legrand (direction et arrangements)
- Herbie Mann (flûte)
- Betty Glamann (harpe)
- Barry Galbraith (guitare)
- Miles Davis (trompette)
- John Coltrane (saxophone ténor)
- Phil Woods (saxophone alto)
- Jerome Richardson (saxophone baryton, clarinette basse)
- Eddie Costa (vibraphone)
- Bill Evans (piano)
- Paul Chambers (contrebasse)
- Kenny Dennis (batterie)

### Séance du 27 juin 1958
- Michel Legrand (direction et arrangements)
- Herbie Mann (flûte)
- Ben Webster (saxophone ténor)
- Frank Rehak, Billy Byers, Jimmy Cleveland, Eddie Bert (trombones)
- Major Holley (tuba et contrebasse)
- Don Lamond (batterie)
- Hank Jones (piano)
- George Duvivier (contrebasse)

### Séance du 30 juin 1958
- Michel Legrand (direction et arrangements)
- Ernie Royal, Art Farmer, Donald Byrd, Joe Wilder (trompettes)
- Frank Rehak, Jimmy Cleveland (trombones)
- Gene Quill, Phil Woods (saxophones altos)
- Seldon Powell (saxophone ténor)
- Teo Macero (saxophone baryton)
- James Buffington (cor)
- Don Elliot (vibraphone)
- Milt Hinton (contrebasse)
- Osie Johnson (batterie)
- Nat Pierce (piano)